# Фторопласт-42
Фторопла́ст-42 (-CF2-CF2-CH2-CF2-)n — сополимер тетрафторэтилена и фтористого винилидена, обладающий способностью к растворению.
Из фторопласта-42 получают лаки, плёнки, волокна, обладающие высокой механической прочностью и химстойкостью, а также изделия методом прессования.

## Свойства
Фторопласт-42 (Ф-42) — полимер с кристаллической структурой, в виде порошка белого цвета или гранул в виде чечевицы или цилиндрической формы. 
Ф-42 обладает повышенной атмосферостойкостью, при температуре 20—100 °C стоек к воздействию кислот любой концентрации и щёлочей, растворим в кетонах, сложных эфирах и диметилформамиде, подвергается любому виду механической обработки.
Рабочий интервал температур изделий из Ф-42 от минус 60°С до плюс 120°С.
Фторопласт-42 и изделия из него стойки к действию бактерий и ультрафиолетового излучения.

## Марки
В России выпускается несколько марок фторопласта-42.
ГОСТ 25428-82 установлено следующее условное обозначение марок: В — изготовление волокна и плёнок; П — изготовление изделий прессованием; ЛД — изготовление изделий литьём под давлением; 1 — порошок; 2 — гранулы; Л — изготовление лака.
| Наименование показателя                                             | марка «В»       | марка «ЛД-1»    | марка «ЛД-2»    | марка «Л»       | марка «П»       |
| ------------------------------------------------------------------- | --------------- | --------------- | --------------- | --------------- | --------------- |
| Массовая доля влаги, %, не более                                    | 0,04            | 0,05            | не определяется | 0,05            | 0,05            |
| Прочность при разрыве, МПа (кгс/см²), не менее                      | 43,0 (439)      | 40,0 (410)      | 42,0 (430)      | 41,0 (420)      | 41,0 (420)      |
| Относительное удлинение при разрыве, %, не менее                    | 420             | 460             | 460             | 470             | 390             |
| Отношение вязкостей 1%-ного раствора полимера в ацетоне и ацетона   | не определяется | 2,4—5,0         | 2,4—5,0         | 2,5—3,7         | более 5,5       |
| Инкремент вязкости раствора в ацетоне                               | 0,65—0,80       | не определяется | не определяется | не определяется | не определяется |
| Термостабильность (потеря массы) при температуре 300°С, %, не более | 0,3             | 0,3             | 0,4             | 0,3             | 0,3             |

## Производство
Промышленное производство фторопласта-42 в СССР впервые было организовано в апреле 1961 года на Кирово-Чепецком химическом заводе.
Производство фторопласта-42 регулируется ГОСТ 25428-82.

## Применение
Применяется для получения волокна из растворов в органических растворителях, прессованных и литьевых изделий, лаковых покрытий и плёнок, стойких к агрессивным средам и работающих при температурах от минус 60°С до плюс 120°С.
- Марка «В» — для получения волокна и плёнок из раствора в ацетоне, сальниковых набивок, прокладок, фильтров.
- Марка «Л» — для изготовления лаков и эмалей на их основе, предназначенных для получения атмосферо- и химически стойких покрытий и пропитки тканей.
- Марки «ЛД-1», «ЛД-2» — для деталей прядильных агрегатов, фильеродержателей, фильерных и накидных гаек, стаканов, пластификационных каналов для получения вискозного корда, в том числе «ЛД-1» для изготовления гранулята, изделий литьём под давлением с предварительным таблетированием, приготовление суспензий, «ЛД-2» для футерования и изготовления изделий литьем под давлением.
- Марка «П» — для изготовления методом прессования пластин, труб, втулок, прокладок, манжет.

Фторопласт-42 имеет разрешение для использования в контакте с пищевыми продуктами, для изделий медицинского назначения и в качестве облицовочного материала.
Ф-42ЛД используется при изготовлении фильерных матриц для производства макаронных изделий, сильфонов в стеклянных кранах, предназначенных для контакта с вином, виноматериалами, пивом. Материал находит применение при изготовлении сёдел и шаровых муфтовых кранов в нефтегазовой отрасли.
Ф-42Л используется для изготовления красок для наружных поверхностей корпусов военной техники и самолётов. Плёнка из Ф-42Л пригодна для упаковки сухих молочных продуктов детского питания, различных пряностей и продуктов повышенной жирности.

## Меры безопасности
Фторопласт-42 негорюч, невзрывоопасен — нечувствителен к удару и трению, не оказывает вредного действия на организм человека при непосредственном контакте в условиях эксплуатации.
При нагревании до 200 °C и выше возможно выделение летучих продуктов, содержащих вещества разного класса опасности. Интенсивное разложение начинается при температуре выше 360 °C. Предельно допустимая концентрация токсичных продуктов разложения в воздухе (мг/м³):  
- фтористый водород — 0,05 (1 класс опасности);
- аэрозоль фторопласта — 10 (3 класс опасности);
- окись углерода — 20 (4 класс опасности);
- винилиденфторид — 500 (4 класс опасности);

Производственные помещения, в которых проводится переработка фторопласта-42, должны быть обеспечены техническими средствами контроля состояния воздушной среды и оборудованы общеобменной приточно-вытяжной вентиляцией, а зоны выделения токсичных продуктов — местной вытяжной вентиляцией.
При работе с Ф-42 возможно скопление зарядов статического электричества. Для уменьшения их скопления относительная влажность на рабочих местах должна быть не менее 50 %. Для защиты от действия статического электричества металлические конструкции должны быть заземлены.
При загорании фторопласта-42 применяются средства пожаротушения: распыленная вода, двуокись углерода, пена, песок, асбестовое одеяло, огнетушитель ОУ-2.